# Globen (Einheit)
Der Globen, Kloben oder Büschel, war ein Stückmaß im Handel mit Flachs im kurhessischen Großherzogtum Fulda. Die Maßbegriffe wurden schon 1603 bekannt und waren um 1860/70 nicht mehr im Gebrauch. In anderen Regionen Deutschlands, wie sächsischen und westfälischen Regionen, war die Bezeichnung Risse oder Riste gebräuchlich.
- 1 Globen Flachs = 15 Kauten, Kaude, Knocke[1] (auch in Kanten verballhornt) = 90 Hände voll[2] = 12 bis 15 Kauten/Flachsbündel (auch eine größere Anzahl möglich)[3]

Der Zusammenhang: Eine Riste, auch Reiste im hessischen Dialekt, der Handrücken, war ein Büschel Flachs. Fünf (auch sechs oder sieben) Ristel (Hände voll) ergaben eine Kaute.
- 1 Globen = 66 Reisten = 264 Handvoll (gebrochener und gehechelter Flachs)[5]